# Salvatore Viganò
Pour les articles homonymes, voir Viganò (homonymie).
Salvatore Viganò est un danseur et chorégraphe italien né à Naples le 25 mars 1769 et mort à Milan le 10 août 1821.
Il étudie la composition musicale avec son oncle Luigi Boccherini et débute comme danseur à Gênes en 1782. En 1788, il apparaît comme danseur lors des fêtes pour le couronnement de Charles IV d'Espagne.
Suivant son père, le chorégraphe Onorato Viganò, Salvatore danse à Rome et se rend à Madrid, où il rencontre le danseur et chorégraphe français Jean Dauberval dont il devient le pupille en 1789. En 1791, lui et sa femme trouvent le succès en dansant dans la troupe de Venise, où il fait la chorégraphie de son premier ballet Raoul de Créqui. Il danse ensuite avec Jean Dauberval à Bordeaux et Londres, puis travaille à Venise et à Vienne. De 1795 à 1799, il se produit avec sa femme en Europe centrale (Prague, Dresde, Berlin, Hambourg) avant de revenir à Vienne, où il est maître de ballet des théâtres impériaux de 1799 à 1803. Il collabora avec Beethoven pour le ballet Les Créatures de Prométhée. Il retourne en Italie en 1804 et devint le maître de ballet et chorégraphe de La Scala de Milan de 1811 à sa mort.
Longtemps considéré comme un des maîtres de la danse italienne, Viganò compose souvent lui-même la musique de ses ballets et ses œuvres véhiculent de solides références à la tradition.
Il est considéré comme le père d'une nouvelle sorte de performance appelée « coreodramma », où la pantomime sert la danse en un ensemble très expressif. Conjuguant danse, pantomime et musique, il surpasse Noverre dans sa conception unitaire du ballet d'action.
Il meurt à Milan en 1821.

## Œuvres majeures
- La vedova scoperta, 1783 (opéra)

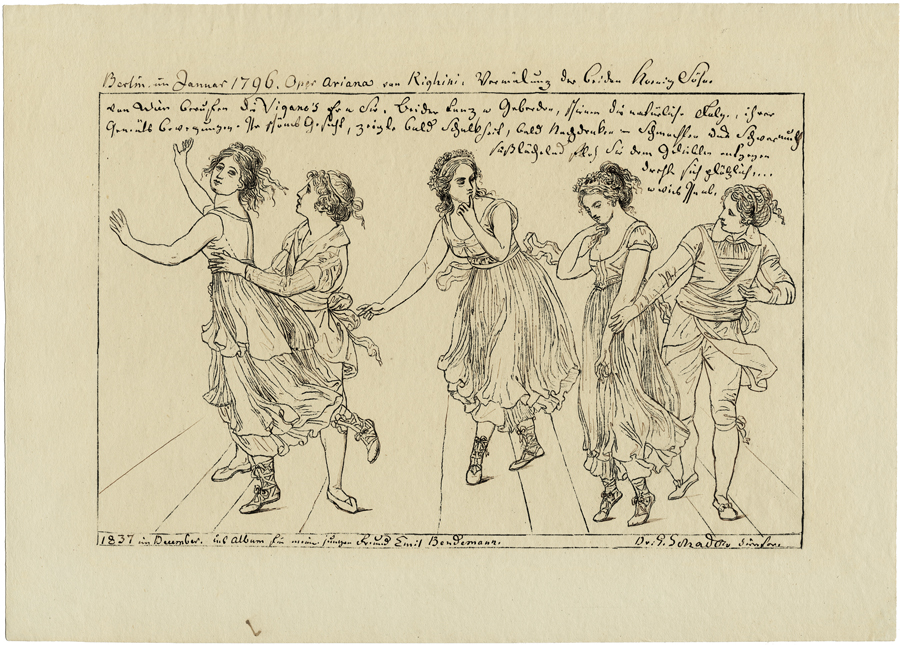
Croquis pour l'opéra Ariana de Righini (Berlin, 1796)

- Les Créatures de Prométhée, 1801 (musique de Ludwig van Beethoven)
- Coriolano, 1804 (musique de Joseph Weigl)
- Gli Strelizzi, 1809 (divers  artistes)
- Il noce di Benevento, 1812 (La Scala, musique de Franz Xaver Süßmayr)
- Il Prometeo, 1813, ballet pantomime (musique de Beethoven, Mozart, Haydn, Viganò)
- Numa Pompilio, 1815
- Mirra, 1817
- Otello, 1818 (divers artistes parmi lesquels Gioachino Rossini, Paolo Brambilla et Michele Carafa)
- Dedalo, 1818
- La Vestale, 1818 (divers artistes)
- I Titani, 1819 (musique Johann Kaspar Aiblinger et Viganò)
- Giovanna d'Arco, 1821
- Didone, 1821 (terminé par son frère Giulio Viganò)